# Tourtrol
Tourtrol település Franciaországban, Ariège megyében. Lakosainak száma 247 fő (2022. január 1.). Tourtrol Coutens, Dun, Manses, Rieucros, Teilhet és Viviès községekkel határos.

## Népesség
A település népessége az elmúlt években az alábbi módon változott:
| Lakosok száma | 165  | 187  | 194  | 239  | 250  | 280  | 298  | 274  | 262  | 247  |
|               | 1968 | 1982 | 1990 | 2006 | 2013 | 2015 | 2017 | 2019 | 2020 | 2022 |